# شاپرک شرقی
شاپرک شرقی (نام علمی: Coleophora orientalis) نام یک گونه از سرده غلاف‌دارها است.